# Cordia bahamensis
Cordia bahamensis là loài thực vật có hoa trong họ Mồ hôi. Loài này được (Millsp.) Urb. mô tả khoa học đầu tiên năm 1899.